# Júnior César
Júnior César Eduardo Machado, noto come Júnior César (Magé, 9 aprile 1982), è un ex calciatore brasiliano, di ruolo difensore.

## Palmarès

### Club

#### Competizioni statali
- Campionato Carioca: 2

Fluminense: 2002
Botafogo: 2006

#### Competizioni nazionali
- Coppa del Brasile: 1

Fluminense: 2007